# Austria na Zimowych Igrzyskach Olimpijskich Młodzieży 2012
Austrię na Zimowych Igrzyskach Olimpijskich Młodzieży 2012, które odbywały się w Innsbrucku reprezentowało 81 zawodników.

## Skład kadry

### Biathlon

#### Chłopcy
| Zawodnik         | Konkurencja    | Finał   | Finał      | Finał |
| Zawodnik         | Konkurencja    | Czas    | Strzelanie | Poz.  |
| ---------------- | -------------- | ------- | ---------- | ----- |
| Thorsten Bischof | Sprint         | 22:17.7 | 4          | 28    |
| Thorsten Bischof | Bieg pościgowy | 31:38.8 | 3          | 13    |
| Michael Pfeffer  | Sprint         | 20:35.3 | 3          | 10    |
| Michael Pfeffer  | Bieg pościgowy | 31:51.1 | 9          | 15    |

#### Dziewczęta
| Zawodnik             | Konkurencja    | Finał   | Finał      | Finał |
| Zawodnik             | Konkurencja    | Czas    | Strzelanie | Poz.  |
| -------------------- | -------------- | ------- | ---------- | ----- |
| Julia Anna Reisinger | Sprint         | 18:24.0 | 1          | 7     |
| Julia Anna Reisinger | Bieg pościgowy | 29:03.3 | 2          | 6     |

#### Składy mieszane
| Zawodnik                                                                  | Konkurencja       | Finał     | Finał      | Finał |
| Zawodnik                                                                  | Konkurencja       | Czas      | Strzelanie | Poz.  |
| ------------------------------------------------------------------------- | ----------------- | --------- | ---------- | ----- |
| Julia Anna Reisinger Magdalena Millinger Michael Pfeffer Thorsten Bischof | Sztafeta mieszana | 1:19:05.3 | 4+16       | 13    |

### Biegi narciarskie

#### Chłopcy
| Zawodnik                | Konkurencja   | Finał   | Finał |
| Zawodnik                | Konkurencja   | Czas    | Poz.  |
| ----------------------- | ------------- | ------- | ----- |
| Alexander Gotthalmseder | Bieg na 10 km | 32:34.6 | 26    |
| Johannes Fabian Kattnig | Bieg na 10 km | 33:57.6 | 34    |

#### Dziewczęta
| Athlete         | Event        | Final   | Final |
| Athlete         | Event        | Time    | Rank  |
| --------------- | ------------ | ------- | ----- |
| Sandra Bader    | Bieg na 5 km | 17:26.2 | 28    |
| Lisa Unterweger | Bieg na 5 km | 16:42.9 | 22    |

#### Sprint
| Zawodnik                | Konkurencja | Kwalifikacje | Kwalifikacje | Ćwierćfinał | Ćwierćfinał | Półfinał                | Półfinał                | Finał                   | Finał                   |
| Zawodnik                | Konkurencja | Wynik        | Poz.         | Wynik       | Poz.        | Wynik                   | Poz.                    | Wynik                   | Poz.                    |
| ----------------------- | ----------- | ------------ | ------------ | ----------- | ----------- | ----------------------- | ----------------------- | ----------------------- | ----------------------- |
| Alexander Gotthalmseder | Sprint      | 1:49.96      | 27 Q         | 1:52.2      | 5           | Nie zakwalifikował się  | Nie zakwalifikował się  | Nie zakwalifikował się  | Nie zakwalifikował się  |
| Johannes Fabian Kattnig | Sprint      | 1:46.16      | 9 Q          | 1:48.2      | 1 Q         | 5:28.0                  | 6                       | Nie zakwalifikował się  | Nie zakwalifikował się  |
| Sandra Bader            | Sprint      | 1:59.84      | 5 Q          | 2:29.4      | 6           | Nie zakwalifikowała się | Nie zakwalifikowała się | Nie zakwalifikowała się | Nie zakwalifikowała się |
| Lisa Unterweger         | Sprint      | 1:59.15      | 4 Q          | 2:02.2      | 2 Q         | 2:02.0                  | 6                       | Nie zakwalifikowała się | Nie zakwalifikowała się |

#### Składy mieszane
| Zawodnik                                                                | Konkurencja                    | Finał     | Finał      | Finał |
| Zawodnik                                                                | Konkurencja                    | Czas      | Strzelanie | Poz.  |
| ----------------------------------------------------------------------- | ------------------------------ | --------- | ---------- | ----- |
| Julia Reisinger Lisa Unterweger Michael Pfeffer Alexander Gotthalmseder | Sztafeta mieszana z biathlonem | 1:06:22.9 | 2+5        | 7     |

### Bobsleje

#### Chłopcy
| Zawodnik                          | Konkurencja  | Finał  | Finał  | Finał       | Finał |
| Zawodnik                          | Konkurencja  | Bieg 1 | Bieg 2 | Łączny czas | Poz.  |
| --------------------------------- | ------------ | ------ | ------ | ----------- | ----- |
| Benjamin Maier Robert Ofensberger | Ślizg dwójek | 54.60  | 54.63  | 1:49.23     |       |

### Curling

#### Miksty
14. miejsce
| Czwarty/-a     | Trzeci/-a       | Drugi/-a       | Otwierający/-a    |
| -------------- | --------------- | -------------- | ----------------- |
| Mathias Genner | Camilla Schnabl | Martin Reichel | Irena Brettbacher |

#### Pary mieszane
Drużyna Austrii przegrała w ćwierćfinale.

### Kombinacja norweska
| Zawodnik         | Konkurencja   | Skok   | Skok    | Bieg   | Bieg       | Razem   | Razem   |
| Zawodnik         | Konkurencja   | Punkty | Pozycja | Strata | Czas biegu | Czas    | Miejsce |
| ---------------- | ------------- | ------ | ------- | ------ | ---------- | ------- | ------- |
| Paul Gerstgraser | Indywidualnie | 116.8  | 12      | 1:23   | 26:25.7    | 27:48.7 | 8       |

### Hokej na lodzie
- Drużyna dziewcząt zajęła 2. miejsce
- Drużyna chłopców zajęła ostatnie (5.) miejsce w grupie.

### Łyżwiarstwo figurowe

#### Chłopcy
| Zawodnik         | Konkurencja | Short program/Original dance | Short program/Original dance | Free skating/Free dance | Free skating/Free dance | Suma pkt. | Suma pkt. |
| Zawodnik         | Konkurencja | Punkty                       | Poz.                         | Punkty                  | Poz.                    | Punkty    | Poz.      |
| ---------------- | ----------- | ---------------------------- | ---------------------------- | ----------------------- | ----------------------- | --------- | --------- |
| Manuel Drechsler | Soliści     | 28.62                        | 15                           | 56.46                   | 16                      | 85.08     | 15        |

#### Dziewczęta
| Zawodnik               | Konkurencja | Short program/Original dance | Short program/Original dance | Free skating/Free dance | Free skating/Free dance | Suma pkt. | Suma pkt. |
| Zawodnik               | Konkurencja | Punkty                       | Poz.                         | Punkty                  | Poz.                    | Punkty    | Poz.      |
| ---------------------- | ----------- | ---------------------------- | ---------------------------- | ----------------------- | ----------------------- | --------- | --------- |
| Nina Larissa Wolfslast | Solistki    | 34.45                        | 12                           | 61.81                   | 13                      | 96.26     | 13        |

#### Pary taneczne
| Zawodnik                         | Konkurencja   | Short program/Original dance | Short program/Original dance | Free skating/Free dance | Free skating/Free dance | Suma pkt. | Suma pkt. |
| Zawodnik                         | Konkurencja   | Punkty                       | Poz.                         | Punkty                  | Poz.                    | Punkty    | Poz.      |
| -------------------------------- | ------------- | ---------------------------- | ---------------------------- | ----------------------- | ----------------------- | --------- | --------- |
| Christine Smith Simon Eisenbauer | Pary taneczne | 32.22                        | 9                            | 46.04                   | 9                       | 78.36     | 9         |

### Łyżwiarstwo szybkie

#### Chłopcy
| Zawodnicy           | Konkurencje | Wyścig 1 | Wyścig 2 | Razem   | Miejsce |
| ------------------- | ----------- | -------- | -------- | ------- | ------- |
| Thomas Petutschnigg | 500 m       | 41.44    | 41.73    | 83.17   | 13      |
| Thomas Petutschnigg | Bieg masowy |          |          | 7:20.39 | 13      |
| Manuel Vogl         | 1500 m      |          |          | 2:05.32 | 13      |
| Manuel Vogl         | 3000 m      |          |          | 4:27.27 | 10      |
| Manuel Vogl         | Bieg masowy |          |          | 7:14.51 | 8       |

### Narciarstwo alpejskie

#### Chłopcy
| Zawodnik      | Konkurencja     | Finał        | Finał        | Finał        | Finał        |
| Zawodnik      | Konkurencja     | Bieg 1       | Bieg 2       | Łączny czas  | Poz.         |
| ------------- | --------------- | ------------ | ------------ | ------------ | ------------ |
| Mathias Graf  | Slalom          | 40.16        | 40.19        | 1:20.35      |              |
| Mathias Graf  | Slalom gigant   | 58.34        | nie ukończył | nie ukończył | nie ukończył |
| Mathias Graf  | Supergigant     |              |              | 1:05.62      | 10           |
| Mathias Graf  | Superkombinacja | 1:04.16      | 38.51        | 1:42.67      | 7            |
| Marco Schwarz | Slalom          | nie ukończył | nie ukończył | nie ukończył | nie ukończył |
| Marco Schwarz | Slalom gigant   | 57.31        | 54.39        | 1:51.70      |              |
| Marco Schwarz | Supergigant     |              |              | nie ukończył | nie ukończył |
| Marco Schwarz | Superkombinacja | 1:03.32      | 37.13        | 1:40.45      |              |

#### Dziewczęta
| Zawodnik             | Konkurencja     | Finał         | Finał         | Finał         | Finał         |
| Zawodnik             | Konkurencja     | Bieg 1        | Bieg 2        | Łączny czas   | Poz.          |
| -------------------- | --------------- | ------------- | ------------- | ------------- | ------------- |
| Christine Ager       | Slalom          | 41.89         | nie ukończyła | nie ukończyła | nie ukończyła |
| Christine Ager       | Slalom gigant   | 58.90         | 1:00.23       | 1:59.13       | 9             |
| Christine Ager       | Supergigant     |               |               | 1:06.06       |               |
| Christine Ager       | Superkombinacja | nie ukończyła | nie ukończyła | nie ukończyła | nie ukończyła |
| Martina Rettenwender | Slalom          | nie ukończyła | nie ukończyła | nie ukończyła | nie ukończyła |
| Martina Rettenwender | Slalom gigant   | 59.33         | nie ukończyła | nie ukończyła | nie ukończyła |
| Martina Rettenwender | Supergigant     |               |               | 1:06.10       | 5             |
| Martina Rettenwender | Superkombinacja | 1:05.84       | 36.41         | 1:42.25       | 5             |

#### Zespołowo
| Zawodnik                                                       | Konkurencja                 | Ćwierćfinał | Półfinał | Finał | Poz. |
| -------------------------------------------------------------- | --------------------------- | ----------- | -------- | ----- | ---- |
| Martina Rettenwender Marco Schwarz Christine Ager Mathias Graf | Drużynowy slalom równoległy | W 4-0       | W 2-2    | W 3-1 |      |

### Narciarstwo dowolne

#### Ski Cross
Chłopcy
| Michael Schatz | Ski cross | 57.76 | 6 | Cancelled | Cancelled | Cancelled |

Girl
| Michelle Buchholzer | Ski cross | 58.38 |  | Cancelled | Cancelled | Cancelled |

#### Ski Halfpipe
| Zawodnik          | Konkurencja | Kwalifikacje | Kwalifikacje | Finał | Finał |
| Zawodnik          | Konkurencja | Pkt.         | Poz.         | Pkt.  | Poz.  |
| ----------------- | ----------- | ------------ | ------------ | ----- | ----- |
| Elisabeth Gram    | Halfpipe    | 87.00        | 1 Q          | 84.75 |       |
| Daniel Walchhofer | Halfpipe    | 52.75        | 11 Q         | 66.25 | 9     |

### Saneczkarstwo

#### Jedynki
| Zawodnicy                  | Konkurencja | Finał   | Finał   | Finał    | Finał   |
| Zawodnicy                  | Konkurencja | Ślizg 1 | Ślizg 2 | Razem    | Miejsce |
| -------------------------- | ----------- | ------- | ------- | -------- | ------- |
| Armin Frauscher            | Jedynki     | 40.093  | 40.199  | 1:20.292 | 9       |
| David Gleirscher           | Jedynki     | 40.218  | 40.602  | 1:20.820 | 17      |
| Miriam Stefanie Kastlunger | Jedynki     | 40.107  | 40.090  | 1:20.197 |         |
| Nina Prock                 | Jedynki     | 40.247  | 40.352  | 1:20.599 | 4       |

#### Dwójki
| Zawodnicy                 | Konkurencja | Finał   | Finał   | Finał    | Finał   |
| Zawodnicy                 | Konkurencja | Ślizg 1 | Ślizg 2 | Razem    | Miejsce |
| ------------------------- | ----------- | ------- | ------- | -------- | ------- |
| Lorenz Koller Thomas Steu | Dwójki      | 43.013  | 42.999  | 1:26.012 | 6       |

#### Zespołowo
| Zawodnik                                                             | Konkurencja      | Finał   | Finał      | Finał  | Finał        | Finał |
| Zawodnik                                                             | Konkurencja      | Chłopcy | Dziewczęta | Dwójki | Łączny wynik | Poz   |
| -------------------------------------------------------------------- | ---------------- | ------- | ---------- | ------ | ------------ | ----- |
| Miriam Stefanie Kastlunger Armin Frauscher Thomas Steu Lorenz Koller | Zawody drużynowe | 44.676  | 46.902     | 47.285 | 2:18.863     |       |

### Short track

#### Chłopcy
| Zawodnik          | Konkurencja    | Ćwierćfinał | Ćwierćfinał | Półfinał | Półfinał | Finał    | Finał |
| Zawodnik          | Konkurencja    | Czas        | Poz.        | Czas     | Poz.     | Czas     | Poz.  |
| ----------------- | -------------- | ----------- | ----------- | -------- | -------- | -------- | ----- |
| Dominic Andermann | bieg na 500 m  | 48.312      | 4 qCD       | 47.751   | 2 qC     | 50.729   | 3     |
| Dominic Andermann | bieg na 1000 m | 1:39.869    | 4 qCD       | 1:38.822 | 4 qD     | 1:39.097 | 3     |

#### Dziewczęta
| Zawodnik         | Konkurencja    | Ćwierćfinał | Ćwierćfinał | Półfinał | Półfinał | Finał    | Finał |
| Zawodnik         | Konkurencja    | Czas        | Poz.        | Czas     | Poz.     | Czas     | Poz.  |
| ---------------- | -------------- | ----------- | ----------- | -------- | -------- | -------- | ----- |
| Melanie Brantner | bieg na 500 m  | 53.635      | 4 qCD       | 51.375   | 3 qD     | 51.150   | 2     |
| Melanie Brantner | bieg na 1000 m | 1:46.275    | 4 qCD       | 1:47.437 | 3 qD     | 1:46.885 | 2     |

#### Składy mieszane
| Zawodnik                                                              | Konkurencja       | Półfinał | Półfinał | Finał    | Finał |
| Zawodnik                                                              | Konkurencja       | Czas     | Poz.     | Czas     | Poz.  |
| --------------------------------------------------------------------- | ----------------- | -------- | -------- | -------- | ----- |
| Team A Shim Suk-hee Yoann Martinez Melanie Brantner Denis Ayrapetyan  | Sztafeta mieszana | 4:21.668 | 2 Q      | 4:26.352 |       |
| Team G Dariya Goncharova Yoon Su-min Arianna Sighel Dominic Andermann | Sztafeta mieszana | 4:22.356 | 3 qB     | PEN      | PEN   |

### Skeleton
| Zawodnik       | Konkurencja    | Finał   | Finał   | Finał       | Finał |
| Zawodnik       | Konkurencja    | Ślizg 1 | Ślizg 2 | Łączna pkt. | Poz.  |
| -------------- | -------------- | ------- | ------- | ----------- | ----- |
| Stefan Geisler | Ślizg chłopców | 57.11   | 57.59   | 1:54.70     |       |

| Zawodnik    | Konkurencja     | Finał   | Finał   | Finał       | Finał |
| Zawodnik    | Konkurencja     | Ślizg 1 | Ślizg 2 | Łączna pkt. | Poz.  |
| ----------- | --------------- | ------- | ------- | ----------- | ----- |
| Carina Mair | Ślizg dziewcząt | CAN     | 58.40   | 58.40       |       |

### Skoki narciarskie
| Zawodnik        | Konkurencja          | Runda 1   | Runda 1 | Runda 2   | Runda 2 | Razem  | Razem   |
| Zawodnik        | Konkurencja          | Odległość | Punkty  | Odległość | Punkty  | Punkty | Miejsce |
| --------------- | -------------------- | --------- | ------- | --------- | ------- | ------ | ------- |
| Michaela Kranzl | konkurs indywidualny | 50.0m     | 63.8    | 50.5m     | 64.5    | 128.3  | 13      |
| Elias Tollinger | konkurs indywidualny | 74.0m     | 127.4   | 71.0m     | 118.2   | 245.6  | 7       |

Team w/Nordic Combined
| Zawodnicy                                        | Konkurencja       | Runda 1 | Runda 2 | Razem | Miejsce |
| ------------------------------------------------ | ----------------- | ------- | ------- | ----- | ------- |
| Michaela Kranzl Paul Gerstgraser Elias Tollinger | konkurs drużynowy | 272.1   | 276.0   | 548.1 | 7       |

### Snowboard

#### Chłopcy
| Zawodnik           | Konkurencja | Kwalifikacje | Kwalifikacje | Kwalifikacje | Półfinał               | Półfinał               | Półfinał               | Finał                  | Finał                  | Finał                  |
| Zawodnik           | Konkurencja | Bieg 1       | Bieg 2       | Rank         | Bieg 1                 | Bieg 2                 | Rank                   | Bieg 1                 | Bieg 2                 | Rank                   |
| ------------------ | ----------- | ------------ | ------------ | ------------ | ---------------------- | ---------------------- | ---------------------- | ---------------------- | ---------------------- | ---------------------- |
| Roland Hörtnagl    | Halfpipe    | 42.25        | 10.75        | 12           | Nie zakwalifikował się | Nie zakwalifikował się | Nie zakwalifikował się | Nie zakwalifikował się | Nie zakwalifikował się | Nie zakwalifikował się |
| Roland Hörtnagl    | Slopestyle  | 42.75        | 45.25        | 12           |                        |                        |                        | Nie zakwalifikował się | Nie zakwalifikował się | Nie zakwalifikował się |
| Philipp Kundratitz | Halfpipe    | 31.25        | 18.00        | 14           | Nie zakwalifikował się | Nie zakwalifikował się | Nie zakwalifikował się | Nie zakwalifikował się | Nie zakwalifikował się | Nie zakwalifikował się |
| Philipp Kundratitz | Slopestyle  | 46.50        | 41.75        | 11           |                        |                        |                        | Nie zakwalifikował się | Nie zakwalifikował się | Nie zakwalifikował się |

#### Dziewczęta
| Zawodnik        | Konkurencja | Kwalifikacje | Kwalifikacje | Kwalifikacje | Półfinał                | Półfinał                | Półfinał                | Finał                   | Finał                   | Finał                   |
| Zawodnik        | Konkurencja | Bieg 1       | Bieg 2       | Rank         | Bieg 1                  | Bieg 2                  | Rank                    | Bieg 1                  | Bieg 2                  | Rank                    |
| --------------- | ----------- | ------------ | ------------ | ------------ | ----------------------- | ----------------------- | ----------------------- | ----------------------- | ----------------------- | ----------------------- |
| Birgit Rofner   | Slopestyle  | 59.75        | 52.75        | 9 Q          |                         |                         |                         | 33.50                   | 49.50                   | 8                       |
| Johanna Sternat | Halfpipe    | 10.25        | DNS          | 15           | Nie zakwalifikowała się | Nie zakwalifikowała się | Nie zakwalifikowała się | Nie zakwalifikowała się | Nie zakwalifikowała się | Nie zakwalifikowała się |
| Johanna Sternat | Slopestyle  | 53.50        | 51.50        | 11           |                         |                         |                         | Nie zakwalifikowała się | Nie zakwalifikowała się | Nie zakwalifikowała się |